# Ширография
Широгра́фия (от англ. Shearography, shear [ʃɪər] — сдвиг) или сдвиговая спекл-интерферометрия — это разновидность лазерной интерферометрии. Метод ширографии используется для неразрушающего контроля качества узлов и элементов конструкций, выполненных из композитных и металлических материалов.
В отличие от методов голографической и спекл-интерферометрии, метод электронной ширографии регистрирует производную от компонент вектора перемещений, что делает метод нечувствительным к перемещению исследуемого объекта как жёсткого целого (вибрации) и дает возможность использовать метод в производственных условиях.
Основные преимущества метода ширографии для неразрушающего контроля качества:
- бесконтакность измерений;
- большая область исследования;
- контроль качества сотовых конструкций.